# .om
.om este un domeniu de internet de nivel superior, pentru Oman (ccTLD).